# Inwendige (topologie)

Het punt is een inwendig punt van, aangezien dit punt samen met de open bol om het punt heen, in ligt. Het punt ligt op de rand van.

In de topologie, een deelgebied van de wiskunde, bestaat het inwendige van een verzameling {\displaystyle S} uit alle punten van {\displaystyle S} die niet op de rand van {\displaystyle S} liggen. Een punt dat in het inwendige van {\displaystyle S} ligt noemt men een inwendig punt van {\displaystyle S}. 
Tegenover het inwendige van een verzameling staat het uitwendige, of de buitenkant van een verzameling, dat is het inwendige van het complement van deze verzameling en bestaat uit de punten die geen deel uitmaken van de verzameling en ook niet op de rand liggen. 
Het begrip 'inwendige' is in veel opzichten duaal aan het begrip sluiting. 

## Definitie
Het inwendige van een deelverzameling {\displaystyle S} van een topologische ruimte {\displaystyle (X,T)} is de verzameling van alle inwendige punten van {\displaystyle S}. Het inwendige van {\displaystyle S} wordt aangegeven door {\displaystyle \mathrm {int} (S),\ \mathrm {Int} (S)} of {\displaystyle S^{\circ }.} Het inwendige van een verzameling heeft de volgende eigenschappen.
1. {\displaystyle \mathrm {int} (S)} is een open deelverzameling van {\displaystyle S.}
2. {\displaystyle \mathrm {int} (S)} is de vereniging van alle open verzamelingen die vervat zijn in {\displaystyle S.}
3. {\displaystyle \mathrm {int} (S)} is de grootste open verzameling die in {\displaystyle S} ligt
4. Een verzameling {\displaystyle S} is open dan en slechts dan als {\displaystyle S=\mathrm {int} (S)}.
5. {\displaystyle \mathrm {int} (\mathrm {int} (S))=\mathrm {int} (S)}. Het bepalen van het inwendige van {\displaystyle S} is een idempotente bewerking.
6. Als {\displaystyle S} een deelverzameling is van {\displaystyle T}, dan is {\displaystyle \mathrm {int} (S)} een deelverzameling van {\displaystyle \mathrm {int} (T).}
7. Een open verzameling {\displaystyle A} is dan en slechts dan een deelverzameling van {\displaystyle S,} als {\displaystyle A} een deelverzameling is van {\displaystyle \mathrm {int} (S).}

Soms wordt de tweede of derde eigenschap hierboven genomen als de 'definitie' van de topologische inwendige.
De tegengestelden van 'inwendige', 'deelverzameling', 'vereniging', 'vervat in', 'grootste' en 'open' zijn 'afsluiting', 'superset', 'doorsnede', 'die bevat', 'kleinste' en 'gesloten'.  

### Oorspronkelijk
Zij {\displaystyle (X,T)} een topologische ruimte. Het inwendige van een deelverzameling {\displaystyle D} van {\displaystyle X} is de grootste open verzameling van {\displaystyle X} die in {\displaystyle D} ligt. 
Vaak wordt het inwendige van een verzameling genoteerd door een cirkeltje boven de uitdrukking van de verzameling: {\displaystyle D^{\circ }}
Het inwendige van een deelverzameling {\displaystyle D} van een topologische ruimte {\displaystyle (X,T)} bestaat altijd en kan worden uitgedrukt als de vereniging van alle open delen van {\displaystyle X} die in {\displaystyle D} liggen:
{\displaystyle D^{\circ }=\bigcup _{F\in T,F\subset D}F}
Er is immers minstens een zo'n verzameling {\displaystyle F}, omdat de lege verzameling {\displaystyle \emptyset } er altijd nog is, en de vereniging van een verzameling van open verzamelingen is ook open.

## Eigenschappen
- Het inwendige van de lege verzameling is gelijk aan de lege verzameling.
- Voor elke verzameling {\displaystyle X} ligt {\displaystyle \mathrm {int} (X)} in {\displaystyle X}.

## Voorbeelden
- In de reële getallen {\displaystyle \mathbb {R} } is {\displaystyle \mathrm {int} ([0,1])=(0,1)}.
- In de euclidische ruimte {\displaystyle \mathbb {R} } is het inwendige van de verzameling {\displaystyle \mathbb {Q} } van de rationale getallen leeg.
- Als {\displaystyle X} het complexe vlak {\displaystyle \mathbb {C} =\mathbb {R} ^{2}} is, dan geldt {\displaystyle \mathrm {int} (\{z\in \mathbb {C} :|z|\geq 1\})=\{z\in \mathbb {C} :|z|>1\}.}
- In enige euclidische ruimte is het inwendige van een eindige verzameling gelijk aan de lege verzameling.

## Eigenschappen
- Het inwendige is een open verzameling.
- Iedere open verzameling is haar eigen inwendige.
- Het complement van het inwendige is de afsluiting van het complement:

{\displaystyle X-D^{\circ }={\overline {X-D}}}